# الفرقة الجبلية الخامسة (الفيرماخت)
الفرقة الجبلية الخامسة (بالألمانية: 5. Gebirgs Division) فرقة للجيش الألماني تم تأسيسها في منطقة سالزبورغ في أكتوبر 1940، من الوحدات المأخوذة من الفرقة الجبلية الأولى وفرقة المشاة العاشرة. كان أول عمل لها في حملة البلقان عام 1941، عندما شاركت في عمليات ماريتا وميركور. في الأخير تم استخدامها في دور الإنزال الجوي. في نوفمبر، عادت إلى ألمانيا لإعادة تجديدها، وفي أبريل 1942 تم نشرها على الجبهة الشرقية، حيث انضمت إلى مجموعة الجيوش الشمالية على جبهة فولخوف. في أبريل 1943 تم نقلها إلى إيطاليا. قاتلت ما تبقى من الحرب في إيطاليا وجبال الألب الغربية، واستسلمت للجيش الأمريكي بالقرب من تورينو في مايو 1945.

## القادة
- يوليوس رينجيل (1 نوفمبر 1940 - 10 فبراير 1944)
- ماكس غونتر شرانك (10 فبراير 1944 - 18 يناير 1945)
- هانز ستيتس (18 يناير 1945 - 8 مايو 1945)

## جرائم حرب
تورطت الفرقة في مذبحة جرولياسكو، بيدمونت، إلى جانب فرقة المشاة الرابعة والثلاثين حيث تم إعدام 67 مدنيًا في 30 أبريل 1945.  